# Amerikanischer Enigma-Nachbau

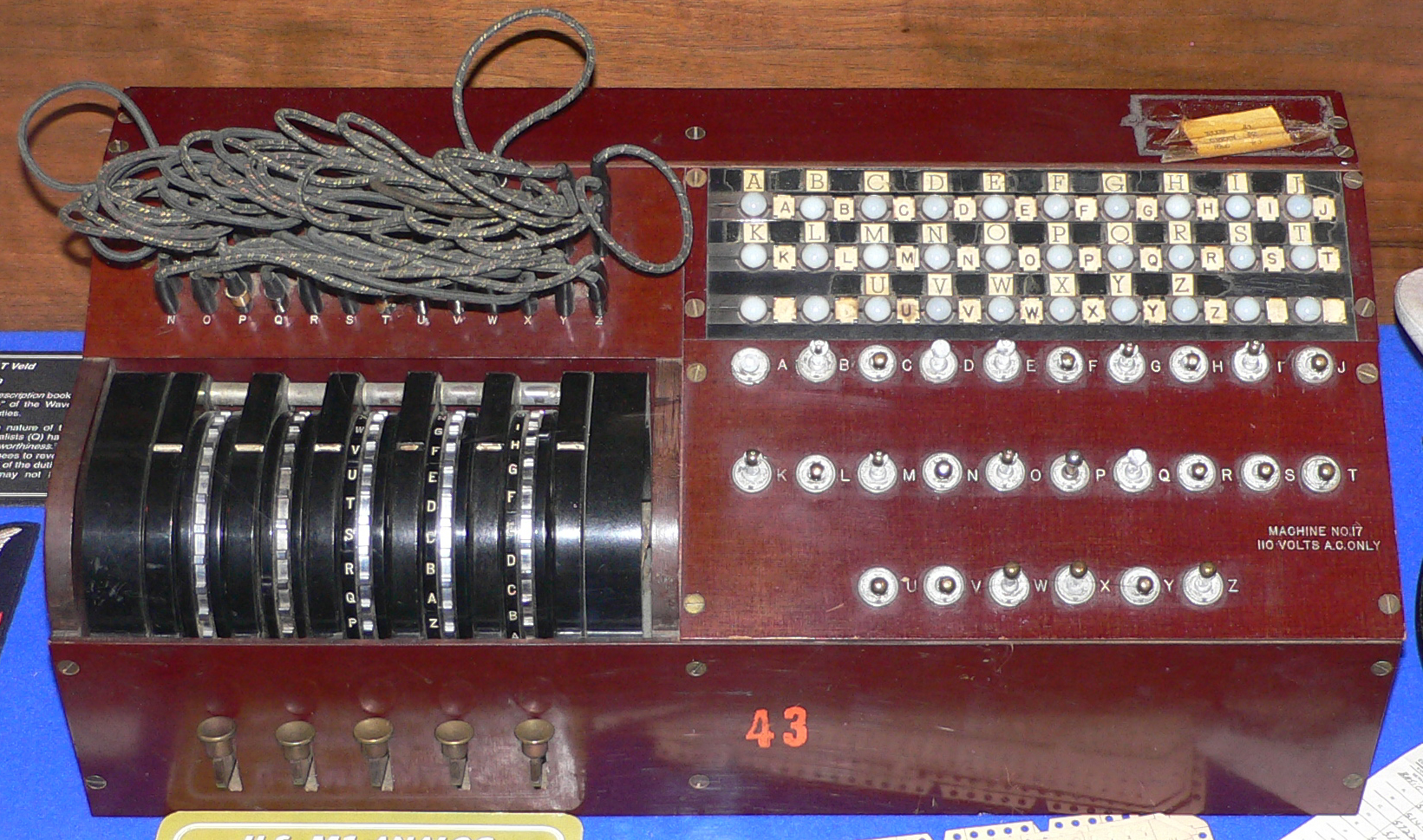
Der amerikanische Enigma-Nachbau im Nationalen Kryptologischen Museum der USA

Beim amerikanischen Enigma-Nachbau (englisch M1 Analog Machine) handelt es sich um eine in den Vereinigten Staaten entwickelte und hergestellte kryptanalytische Maschine, die bei der Entzifferung der deutschen Rotor-Schlüsselmaschine Enigma benutzt wurde. Der Nachbau emuliert die Funktion der Enigma, sieht jedoch deutlich anders aus und verfügt darüber hinaus über spezielle Bedienfunktionen, die für die amerikanischen Kryptoanalytiker nützlich waren.
Ähnlich wie die von den britischen Codebreakers im englischen Bletchley Park verwendete Checking machine diente der Nachbau dazu, die mithilfe der Turing-Bombe ermittelten Spruchschlüssel zu verifizieren. Außerdem konnte sie zur mechanischen Entschlüsselung deutscher Funksprüche verwendet werden, deren Schlüssel bereits gebrochen war.
Gelegentlich wird auch die 1936 von William Friedman in den USA entwickelte Rotor-Schlüsselmaschine M-325 (auch genannt: SIGFOY) als ein amerikanischer Enigma-Nachbau aufgefasst.